# (18858) Tecleveland
(18858) Tecleveland (1999 RO117) – planetoida z pasa głównego asteroid okrążająca Słońce w ciągu 4,09 lat w średniej odległości 2,56 j.a. Odkryta 9 września 1999 roku.